# أكسيد النيوبيوم الخماسي
أكسيد النيوبيوم الخماسي (أو خماسي أكسيد النيوبيوم) هو مركب كيميائي لاعضوي صيغته Nb2O5، وهو الأكسيد المستقر لعنصر النيوبيوم.

## التحضير
يمكن لهذا الأكسيد أن يحضر من أكسدة عنصر النيوبيوم في الهواء؛ أو من تفاعل حلمهة كلوريد النيوبيوم الخماسي:
{\displaystyle {\ce {2 NbCl5 + 5 H2O -> Nb2O5 + 10 HCl}}}
كما يمكن التحضير وفق تقنية الصل-جل من حلمهة ألكوكسيدات النيوبيوم بوجود حمض الأسيتيك (حمض الخليك) ثم بالتكليس للحصول على بلورات ذات نظام بلوري معيني قائم من Nb2O5.

## الخواص
يوجد المركب في الشروط القياسية على هيئة صلب أبيض، وهو غير منحل في الماء.

## الاستخدامات
يستخدم هذا المركب بشكل أساسي في إنتاج عنصر النيوبيوم؛ كما يستخدم في تطبيقات ثانوية من أجل صناعة زجاج البصريات ومن أجل تحضير مركب نيوبات الليثيوم.